# Грюнінген (Цюрих)
Грюнінген (нім. Grüningen ZH) — місто  в Швейцарії в кантоні Цюрих, округ Гінвіль.

## Географія
Місто розташоване на відстані близько 110 км на схід від Берна, 20 км на південний схід від Цюриха.
Грюнінген має площу 8,8 км², з яких на 16,3% дозволяється будівництво (житлове та будівництво доріг), 61,7% використовуються в сільськогосподарських цілях, 19,7% зайнято лісами, 2,3% не є продуктивними (річки, льодовики або гори).

## Демографія
2019 року в місті мешкало 3641 особа (+15,1% порівняно з 2010 роком), іноземців було 13,9%. Густота населення становила 415 осіб/км².
За віковим діапазоном населення розподілялося таким чином: 20,8% — особи молодші 20 років, 61,1% — особи у віці 20—64 років, 18% — особи у віці 65 років та старші. Було 1565 помешкань (у середньому 2,3 особи в помешканні).
Із загальної кількості 1791 працюючого 98 було зайнятих в первинному секторі, 455 — в обробній промисловості, 1238 — в галузі послуг.